# 塔海遗址
27°08′25″S 109°25′38″W / 27.1402°S 109.4271°W

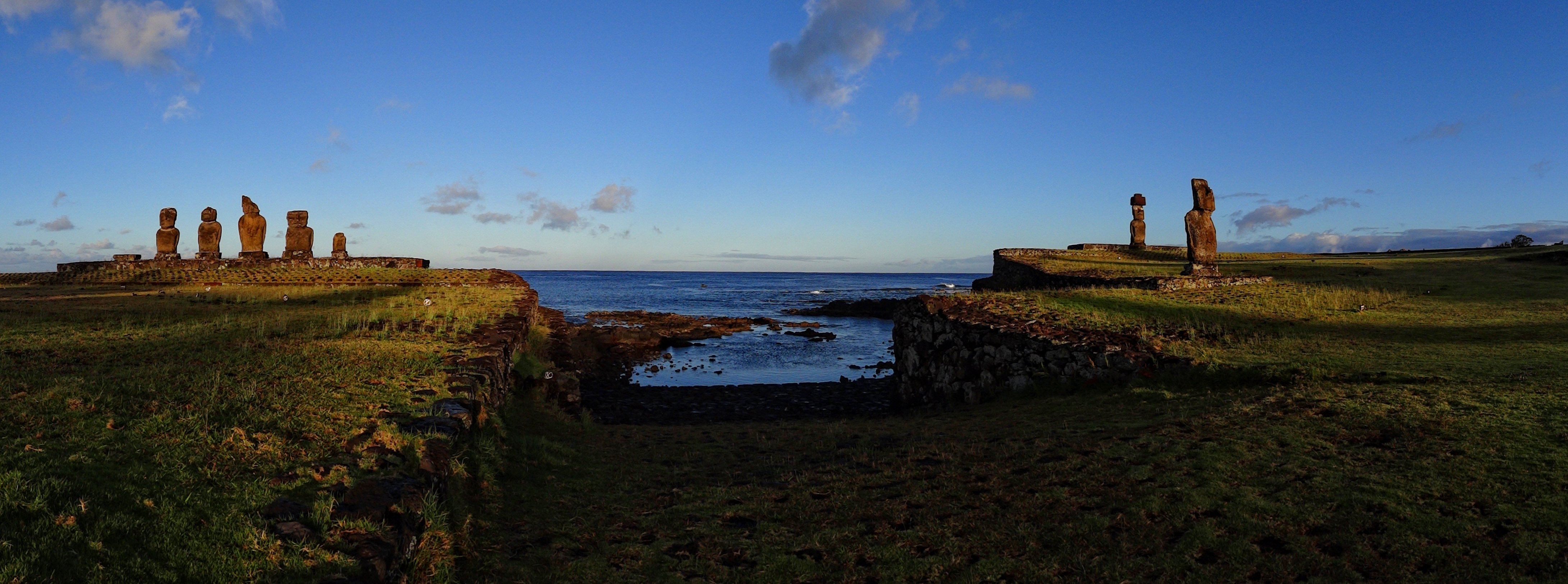
夕阳下的塔海遗址

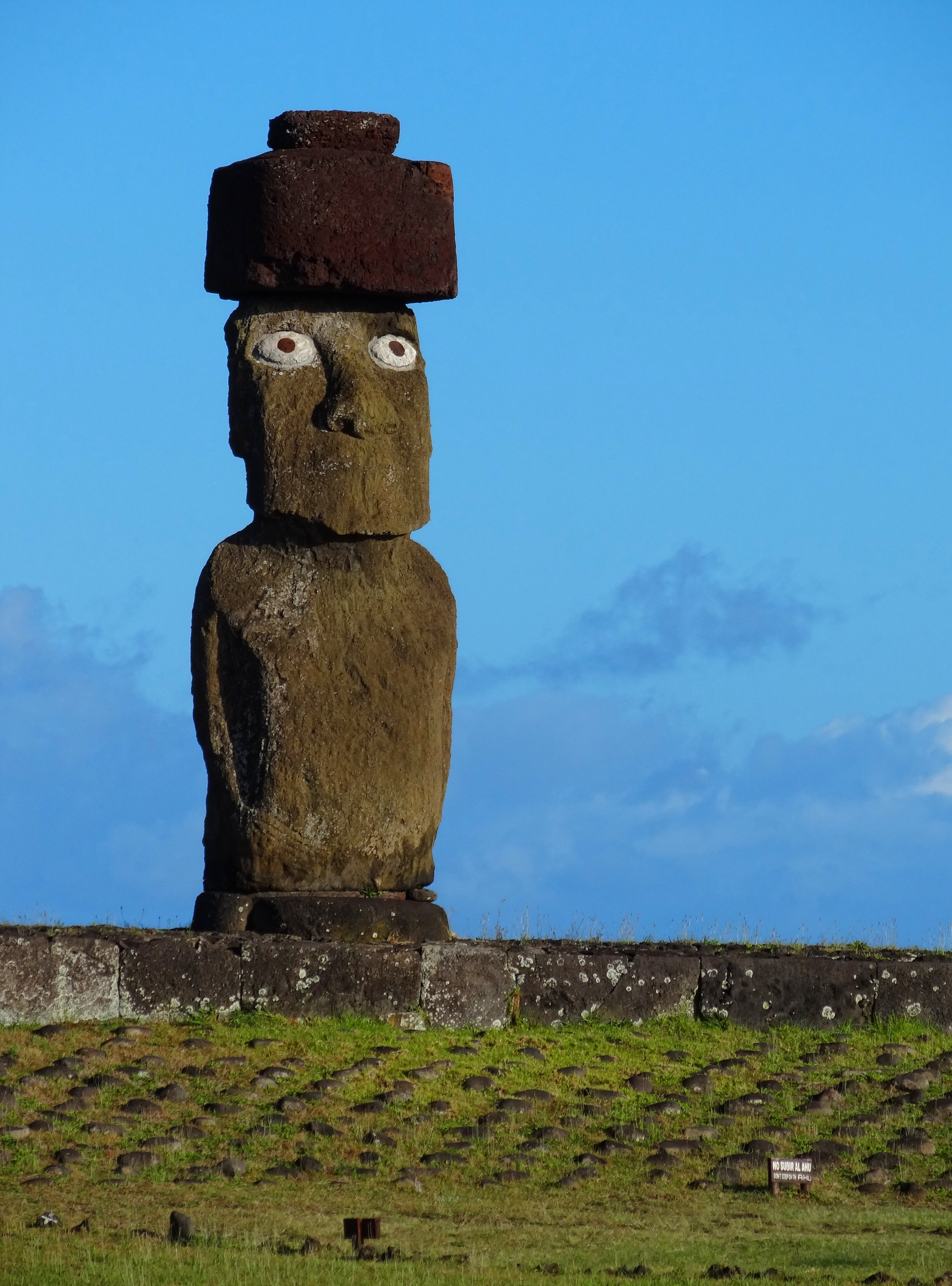
眼睛得以修复的阿胡科特里库石像

塔海遗址（Tahai）是南太平洋复活节岛上的一处考古遗址。
美国考古学家威廉·穆洛伊于1974年修复了该遗址。塔海由三座阿胡（ahu，即石台）组成，由北至南分别为阿胡科特里库（Ahu Ko Te Riku）、阿胡塔海（Ahu Tahai）与阿胡维乌瑞（Ahu Vai Ure)。其中阿胡维乌瑞包含五尊摩艾石像，其余两座阿胡则分别包含一尊石像。阿胡科特里库的石像是整个复活节岛上唯一一尊眼睛得以修复的石像。从塔海遗址还可以远望位于汉伽基欧埃（Hanga Kio'e）的两座同样由穆洛伊修复的阿胡。塔海遗址属于拉帕努伊国家公园的一部分，被联合国教科文组织列入世界遗产名录。
威廉·穆洛伊与妻子艾米莉·罗斯·穆洛伊（Emily Ross Mulloy）死后葬于此处。